# Grigoris Makos
Grigoris Makos (En griego:Γρηγόρης Μάκος) (nacido el 18 de enero de 1987 en Atenas, Grecia) es un futbolista griego que juega como centrocampista defensivo en el Trikala FC de la Beta Ethniki. Además es internacional con la selección de fútbol de Grecia.

## Carrera en clubes

### Comienzos en el Panionios N. F. C.
Makos firmó con el Panionios el año 2000 desde el Ilioupoli F. C. a la edad de trece años. Después de impresionar en equipo de juveniles fue llamado al primer equipo el año 2003, y tuvo su debut oficial contra el Proodeftiki el 23 de mayo de 2004. Makos marcó su primer gol el 1 de octubre de 2005, contra el Levadiakos F. C.. Durante su estancia en el club se convirtió en uno de sus jugadores más importantes; incluso logró superar la cifra de los 100 partidos a la temprana edad de los veintiún años. El año 2006 fue nombrado capitán del equipo con tan solo diecinueve años. Sus importantes actuaciones atrajeron la atención de los «tres grandes» de Grecia y también de algunos clubes del extranjero. Al final, Makos aceptó firmar por el A. E. K. Atenas.

### Carrera en el A. E. K. Atenas
El 24 de junio de 2009, Makos firmó por el A. E. K por un millón de euros desde el Panionios, con un contrato de cinco años con el club ateniense. Poco después de firmar Makos declaró: «Una de las principales razones por la que decidí ir acá fue por Dušan Bajević». El 6 de julio, Makos decidió continuar con el dorsal catorce en el A. E. K., un número que ocupa desde su carrera en la juveniles del Panionios.
El 20 de agosto del mismo año, el jugador debutó oficialmente en un encuentro de la Liga Europea de la UEFA contra el Fotbal Club Vaslui. Luego debutó en la Superliga griega contra el Atromitos, un 30 de agosto. Una poco convincente pretemporada y comienzo de temporada le significó a Makos ser relegado del once titular. En su primera temporada en el A. E. K. jugó veintiún partidos de liga, uno de copa y seis en la Liga Europea de la UEFA.
La temporada 2010-11 comenzó de buena forma para el futbolista. Impresionó en la victoria de visitante contra el Dundee United por los play-offs de la Liga Europea de la UEFA, así como en partidos amistosos de la pretemporada. Makos mantuvo su buen rendimiento en la temporada regular, consolidando su lugar en el primer equipo. En una temporada marcada por el bajo rendimiento del equipo, el jugador fue uno de los pocos que se salvó de las críticas de los hinchas. En general, sus actuaciones mejoraron mucho en comparación a su primera temporada, que puede ser considerada como mediocre. Finalmente acabó la temporada con la consecución de la Copa de Grecia 2010-11.

### T. S. V. 1860 Múnich
El 9 de julio de 2012, Makos firmó por dos años con el  T. S. V. 1860 Múnich alemán, por un monto de € 465 000. En este equipo usará el número veintiuno.

## Carrera en la selección griega

### Combinado adulto
Makos recibió su primer llamado a la selección mayor griega el 1 de febrero de 2008, y cuatro días más tarde debutó en un amistoso contra la República Checa, y consiguió su segundo encuentro con la selección frente a Chipre, el 19 de mayo de 2008. El 9 de noviembre de 2009, Makos fue convocado para jugar un encuentro clasificatorio a Sudáfrica 2010 contra Ucrania, sin embargo, el jugador no disputó ningún partido. El 28 de febrero del otro año, fue convocado para jugar un amistoso preparatorio para Sudáfrica 2010 contra Senegal, donde ingresó al campo de juego en la segunda mitad, volviendo a jugar un partido con su selección después de un año.
El 11 de mayo, el técnico de Grecia Otto Rehhagel anunció la lista provisional de 30 jugadores que jugarían en la Copa Mundial de Fútbol de 2010, en la cual se encontraba el jugador.
Tras convertirse en un miembro regular del seleccionado griego con el nuevo técnico Fernando Santos, durante los últimos partidos clasificatorios a la Eurocopa 2012, Makos fue finalmente seleccionado en la lista final de veintitrés jugadores que disputarían la Eurocopa 2012, que se jugaría en Ucrania y Polonia. Makos debutó en la Eurocopa luego de entrar como sustituto en el último partido del Grupo A frente a Rusia, en reemplazo del capitán  Giorgos Karagounis. Durante los veinticuatro minutos que estuvo en cancha, ayudó a su equipo a mantener la ventaja 1-0 que tenían, la cual los clasificó como segundos del grupo a los cuartos de final; instancia en la que se enfrentaron a los alemanes.  En este encuentro, Makos jugó desde el primer minuto en el que fue su segundo partido en el torneo, y el último, pues Alemania ganó el partido y clasificó a semifinales.

### Participaciones en Eurocopa
| Copa          | Sede              | Resultado        | Partidos | Goles |
| ------------- | ----------------- | ---------------- | -------- | ----- |
| Eurocopa 2012 | Polonia · Ucrania | Cuartos de final | 2        | 0     |

## Estadísticas de su carrera

### Clubes
| Temporada           | Club                 | División             | Liga        | Liga  | Copa        | Copa  | Europa      | Europa | Total       | Total |
| Temporada           | Club                 | División             | Apariciones | Goles | Apariciones | Goles | Apariciones | Goles  | Apariciones | Goles |
| ------------------- | -------------------- | -------------------- | ----------- | ----- | ----------- | ----- | ----------- | ------ | ----------- | ----- |
| 2003–04             | Panionios            | Super Liga de Grecia | 1           | 0     | 0           | 0     | 0           | 0      | 1           | 0     |
| 2004–05             | Panionios            | Super Liga de Grecia | 24          | 0     | 4           | 0     | 4           | 0      | 32          | 0     |
| 2005–06             | Panionios            | Super Liga de Grecia | 23          | 3     | 2           | 0     | 0           | 0      | 25          | 3     |
| 2006–07             | Panionios            | Super Liga de Grecia | 27          | 1     | 2           | 0     | 0           | 0      | 29          | 1     |
| 2007–08             | Panionios            | Super Liga de Grecia | 27          | 0     | 2           | 0     | 5           | 1      | 34          | 1     |
| 2008–09             | Panionios            | Super Liga de Grecia | 28          | 1     | 4           | 0     | 3           | 0      | 35          | 1     |
| 2009–10             | A. E. K. Atenas      | Super Liga de Grecia | 21          | 0     | 1           | 0     | 6           | 0      | 28          | 0     |
| 2010–11             | A. E. K. Atenas      | Super Liga de Grecia | 27          | 0     | 7           | 0     | 7           | 0      | 41          | 1     |
| 2011–12             | A. E. K. Atenas      | Super Liga de Grecia | 28          | 2     | 1           | 0     | 5           | 0      | 31          | 2     |
| 2012–13             | T. S. V. 1860 Múnich | 2. Bundesliga        | 5           | 0     | 1           | 0     | 0           | 0      | 6           | 0     |
| Total de su carrera | Total de su carrera  | Total de su carrera  | 199         | 6     | 24          | 0     | 30          | 1      | 241         | 7     |

Estadísticas actualizadas al 16 de noviembre del 2012

### Selección griega
Referencias:
| Equipo                        | Temporada | Partidos | Goles |
| ----------------------------- | --------- | -------- | ----- |
| Selección de fútbol de Grecia | 2008      | 2        | 0     |
| Selección de fútbol de Grecia | 2009      | 2        | 0     |
| Selección de fútbol de Grecia | 2010      | 6        | 0     |
| Selección de fútbol de Grecia | 2011      | 3        | 0     |
| Total                         |           | 13       | 0     |

## Palmarés

### Campeonatos nacionales
| Título         | Club            | País   | Año     |
| -------------- | --------------- | ------ | ------- |
| Copa de Grecia | A. E. K. Atenas | Grecia | 2010–11 |